# Rodnja
Rodnja (Родня) è un film del 1981 diretto da Nikita Sergeevič Michalkov.

## Trama
Il film mostra le complesse relazioni di persone vicine. La protagonista sta cercando di riunire i membri della famiglia distrutta di sua figlia e lei non capisce perché le sue azioni abbiano causato una protesta.